# アジャイルワン
アジャイルワン（英: AgilOne）は、米国カリフォルニア州サニーベールに本社を置く、人工知能(AI)を活用したカスタマーデータプラットフォーム(CDP)を中心としたクラウドコンピューティング・サービスの提供企業である。2006年にオメル・アルトン（Omar Artun）によって設立された。米国本社の他に、トルコ、フィリピン、英国に拠点を置く。大手企業を中心に営業活動を行なっており、サムソナイト、TUMI、lululemonなどが顧客である。
2019年12月に、オープンソースコンテンツ管理システムサービスを提供するアクイア（Acquia）による買収が発表された。